# Cantoira
Cantoira (Cantòira in piemontese, Tchantoùeri in francoprovenzale, Cantoire in francese) è un comune italiano di 644 abitanti della città metropolitana di Torino in Piemonte, distante 48 km dal capoluogo.

## Geografia fisica
Si trova nelle Valli di Lanzo (più precisamente nella Val grande di Lanzo).
La quota altimetrica passa dai circa 750 m s.l.m. della frazione Boschietto ai 2.345 del Monte Bellavarda.

## Storia
Il 14 aprile 1577 fu infeudato del territorio Filippo I d'Este.

### Simboli
Lo stemma e il gonfalone del comune di Cantoira sono stati concessi con decreto del presidente della Repubblica del 3 maggio 2010.
Il gonfalone municipale è un drappo di bianco con la bordatura di rosso.

## Monumenti e luoghi d'interesse
- Santuario di Santa Cristina
- Monte Bellavarda
- Chiesa parrocchiale dei Santi Pietro e Paolo
- Miniature di pietra in frazione Rivirin

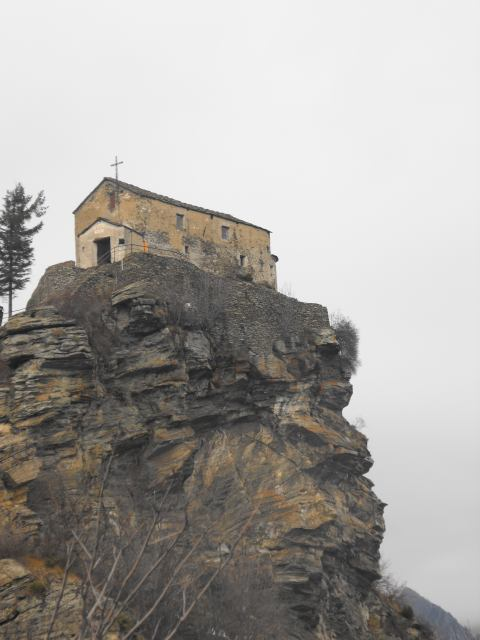
Santuario di Santa Cristina
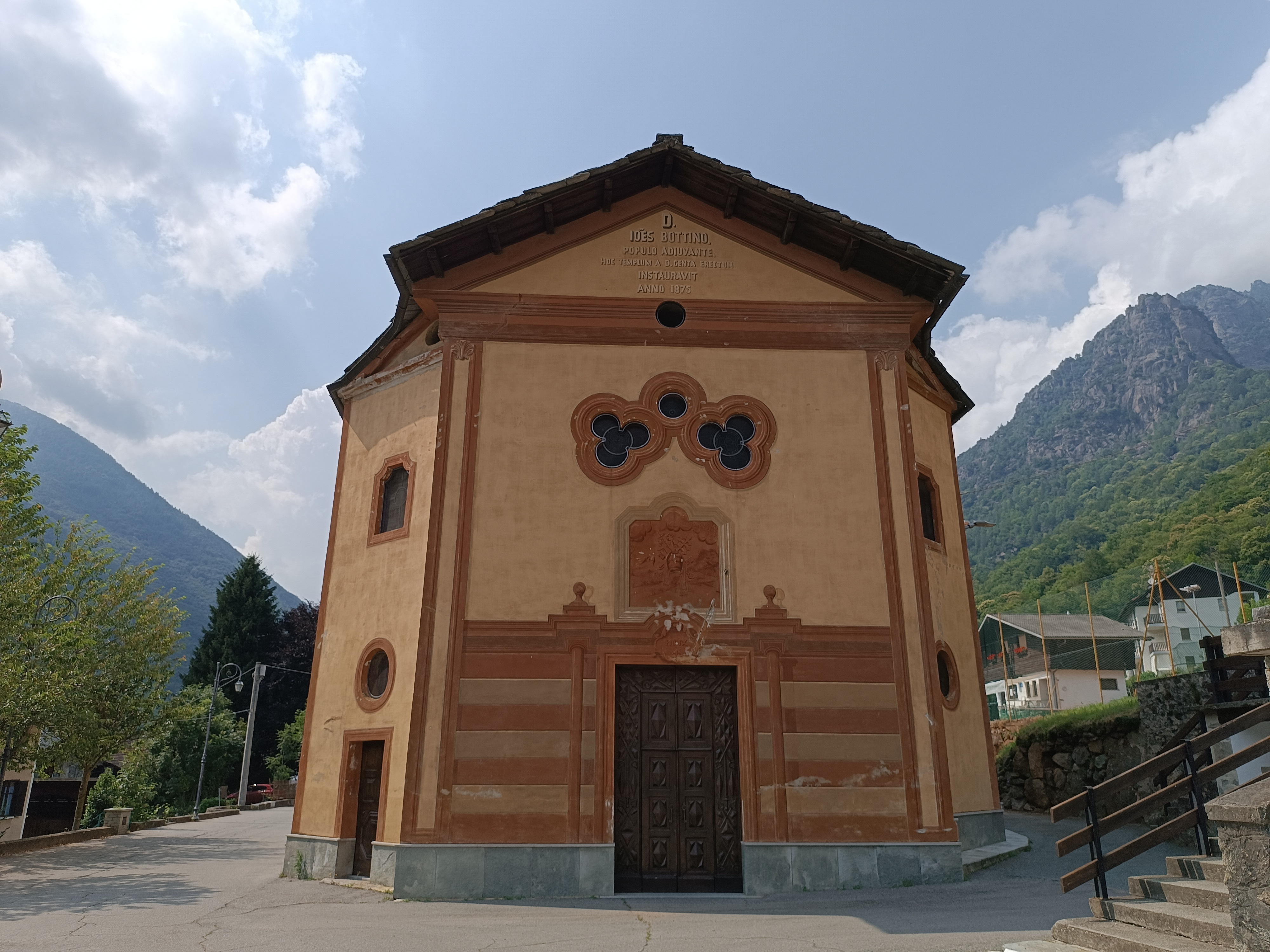
Chiesa SS. Pietro e Paolo
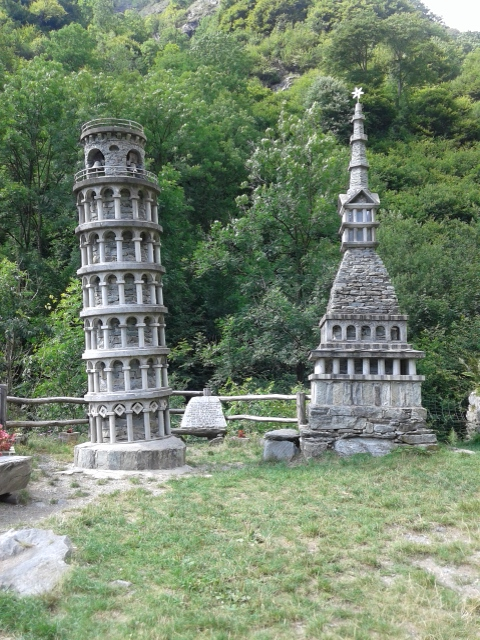
Le miniature di pietra in frazione Rivirin

## Società

### Evoluzione demografica
Negli ultimi cento anni, a partire dall`anno 1921, la popolazione residente si è praticamente dimezzata.
Abitanti censiti

## Amministrazione

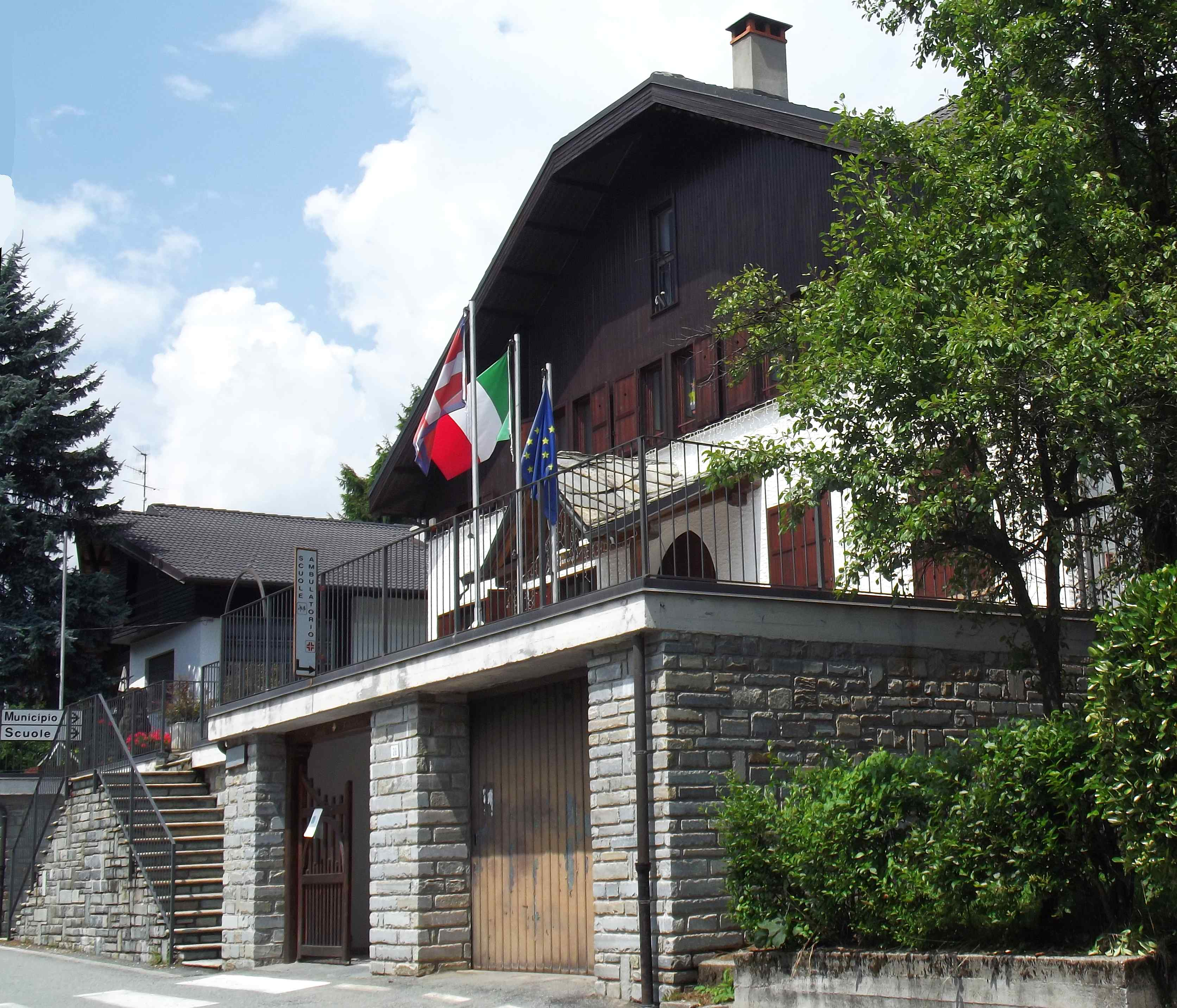
Il municipio

| Periodo | Periodo   | Primo cittadino    | Partito      | Carica  | Note |
| ------- | --------- | ------------------ | ------------ | ------- | ---- |
| 1994    | 1998      | Giuseppe Losero    | lista civica | Sindaco |      |
| 1998    | 2002      | Giuseppe Losero    | lista civica | Sindaco |      |
| 2002    | 2007      | Celestina Olivetti | lista civica | Sindaco |      |
| 2007    | 2012      | Celestina Olivetti | lista civica | Sindaco |      |
| 2012    | 2017      | Luigi Ala          | lista civica | Sindaco |      |
| 2017    | 2018      | Celestina Olivetti | lista civica | Sindaco |      |
| 2019    | in carica | Franca Vivenza     | lista civica | Sindaco |      |

### Altre informazioni amministrative
Il comune fa parte dell'Unione dei Comuni montani delle Valli di Lanzo, Ceronda e Casternone, ex Comunità montana Valli di Lanzo, Ceronda e Casternone.